# Space Ofera アッガ・ルター
『Space Ofera アッガ・ルター』（スペース・オフェラ アッガ・ルター）は、AIC(現在の著作権保有はAICライツ)とハピネットによる日本のアダルトアニメシリーズ。
1998年10月から1999年4月までに、全4巻が発売された。各話約30分。また、1999年4月15日に『Space Ofera アッガ・ルター 恐怖の宇宙魔女』のタイトルでmenuよりアダルトゲームとしても発売されており、アニメ版の終了後の時代を完全オリジナルストーリーで描いている。
『天地無用! 魎皇鬼』の約150年後の未来世界を舞台としている。全6話の予定が途中の第4話以降で打ち切りとなった。

## あらすじ
第一話「少年期の終わり」
宇宙開族に両親を殺された太陽は、宇宙船「アッガ・ルター」に保護され、この船にある人型有機コンピュータKA-3（愛称：ケイ）によって育てられた。
第二話「いさましいチビのトラブルメーカー」
太陽は、"アッガ・ルター"の中核的存在であるバージニアを手中に収めるべく奮闘する。
第三話 「元祖 大四畳半細腕繁盛記」
太陽たちを捕らえようとした宇宙海賊のジャニスはふとしたことから、彼らととともに豪華客船ミレニ・アムールに潜入する。宇宙軍のある戦艦の艦長を務めるクレアに捕まってしまうが、太陽は彼女の借金の相談に乗る。
第四話 「君にMUNEキュン」
ジャニスの依頼主にして、太陽の両親の仇であるシャンクはバージニアと、「アッガ・ルッター」ひいてはケイを狙っていた。 宇宙軍戦艦"ディードラ・ボッツ"艦長イボンヌはシャンクの追跡から逃れようとしていたケイたちを宇宙海賊としてとらえる。

## 登場人物
※声優は非公表。
太陽
主人公である18歳の少年。両親を殺されて以来、宇宙船"アッガ・ルター"でケイによって育て上げられた。
ケイ
"アッガ・ルター"にある人型有機コンピュータで、太陽にとっては母であり恋人でもあり、性の指南役でもある。正式名称はKA-3。
ジャニス
宇宙船"ライラー"を本拠地とする宇宙海賊で、"アッガ・ルター"をさらうが、逆に太陽たちのラブラブっぷりに振り回される羽目になる。
シャンク
太陽の両親を殺害した人物で、太陽が18歳の時、ジャニスに"アッガ・ルター"の捕獲を命じた。
バージニア
"アッガ・ルター"の中核的存在。
マーサ
声：宝塚すみれ
豪華客船"ミレニ・アムール"船長。
クレア
宇宙軍のある戦艦の艦長。
イボンヌ
宇宙軍戦艦"ディードラ・ボッツ"艦長。

## スタッフ
- 原案：梶島正樹
- 監督：矢崎茂
- 脚本：倉田英之
- キャラクターデザイン：河野悦隆
- 美術監督：長尾仁
- 色彩設計：佐藤直子
- 撮影監督：日浦均
- 編集：西出榮子
- 音響監督：山口健
- アニメーションプロデューサー：中村浩一
- 制作：AIC

## シリーズ
- Space Ofera アッガ・ルター 第一話「少年期の終わり」 1998年10月25日発売 BIVH-1002
- Space Ofera アッガ・ルター 第二話「いさましいチビのトラブルメーカー」 1998年12月18日発売 BIVH-1004
- Space Ofera アッガ・ルター 第三話「元祖 大四畳半細腕繁盛記」 1999年2月25日発売 BIVH-1006
- Space Ofera アッガ・ルター 第四話「君にMUNEキュン」 1999年4月25日発売 BIVH-1008
- Space Ofera アッガ・ルター Blu-ray SET 2023年2月24日発売

## 関連書籍
- 『御先祖賛江 Space Ofera アッガ・ルター Visual Collection』（ケイエスエス、2000年11月発行） ISBN 4-87709-494-6